# アメリカ合衆国の建築

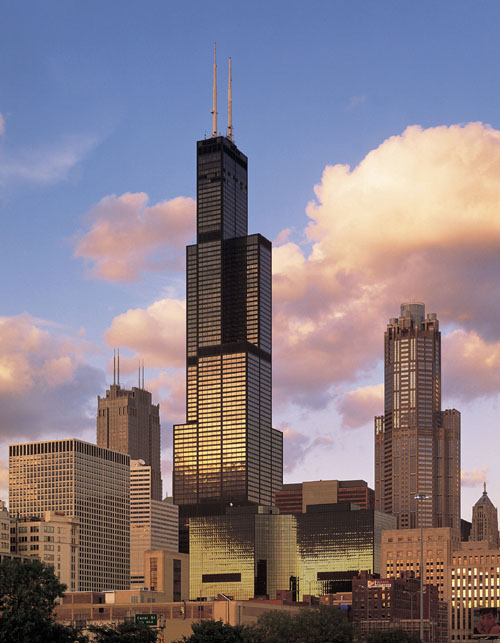
シカゴのウィリス・タワー(旧シアーズ・タワー)、アメリカで最も高い超高層ビル

アメリカ合衆国の建築（あめりかがっしゅうこくのけんちく、英: Architecture of the United States）は、その歴史の中で大変広い多様化を遂げてきた。その様式は地域によって異なり、多くの外部的要因で形作られてきており、それ故に折衷的であり、このような多文化社会では驚くにはあたらないことと言うことができる。
アメリカ合衆国は比較的若い国であり、アメリカ建築の支配的主題は20世紀の摩天楼が究極的象徴となっているように現代性（モダン）である。

## アメリカ・インディアン

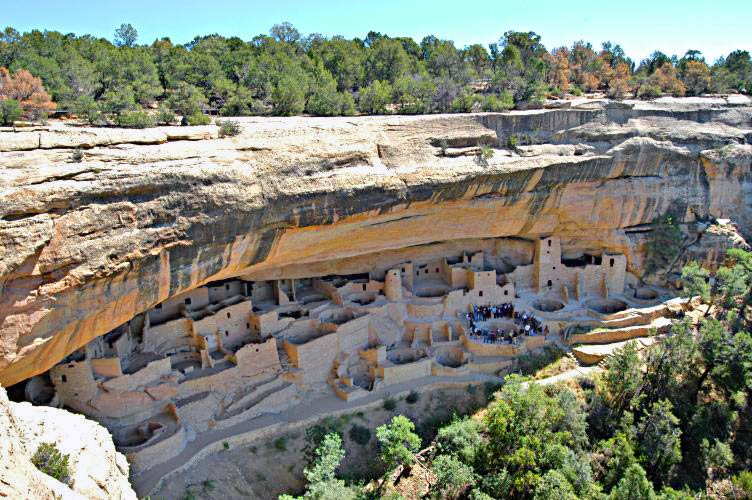
クリフ・パレス、コロラド州にある古代の複合住居跡

現在アメリカ合衆国と呼ばれるアメリカ国土内で最古の構造物は、ニューメキシコ州の古代プエブロ人によって造られたものである。ティワ語を話す人々が1,000年以上にわたってタオス・プエブロに継続的に住んだ。これに関連するチャコ文明は西暦700年から干魃のために移住を強いられた1250年まで、ニューメキシコ北西部で広範な公共建築物を造った。別の関連する人々はクリフ・パレスやその近くのメサ・ヴェルデ国立公園の構造物で良く知られるが、コロラド州、ユタ州、ニューメキシコ州およびアリゾナ州で12世紀から14世紀に掛けて、独特の崖の中腹にある住居を造った。

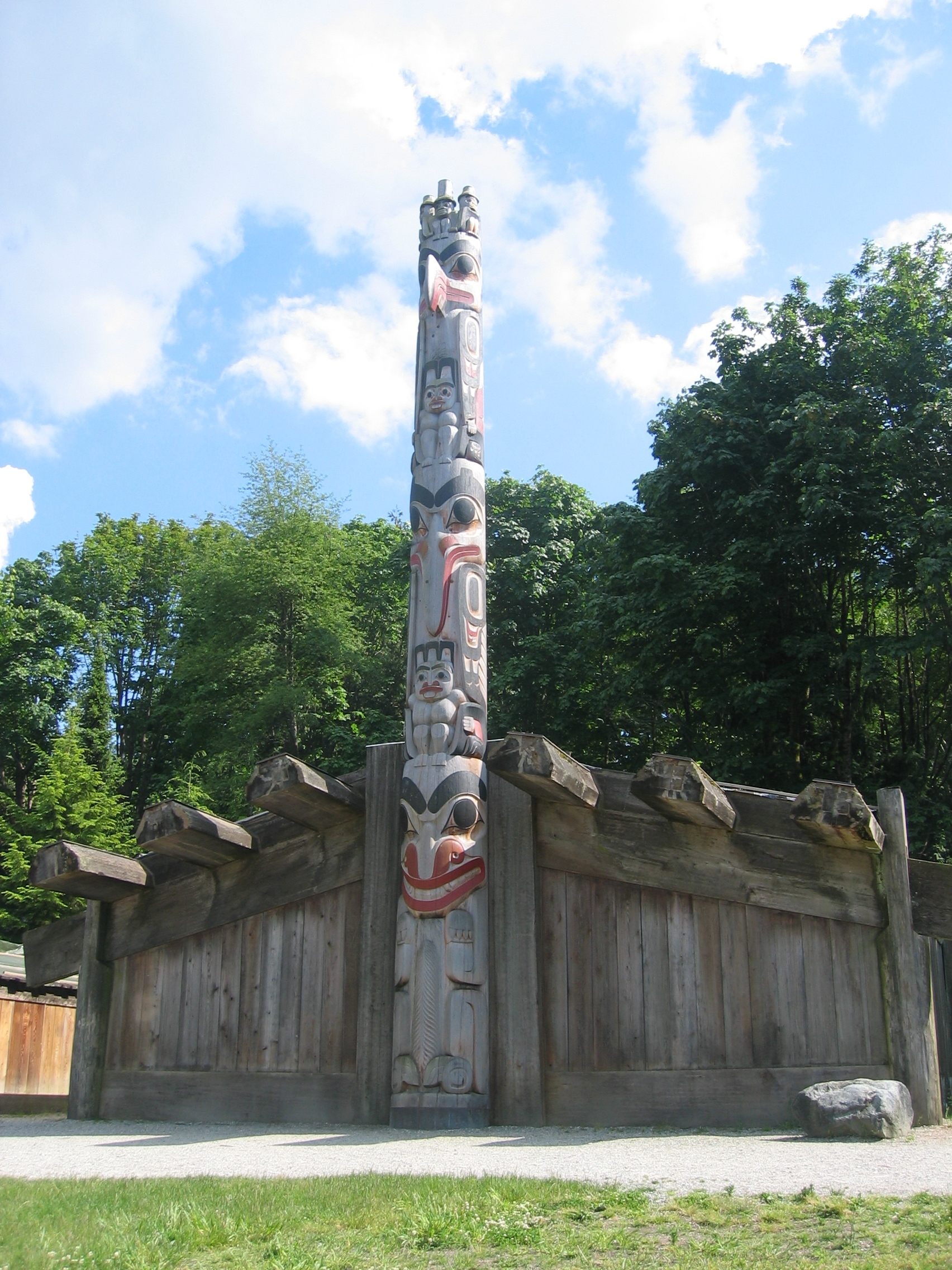
ブリティッシュコロンビア大学の人類学博物館にあるロングハウス

その他の先住民族による建築としては、ロングハウス（長屋）、ウィグワム（ドーム型テント小屋）、ティピー（円錐形テント）およびホーガン（丸太と土の小屋）のような伝統的構造が知られている。後にノースカロライナ州海岸地区となったアルゴンキン語族のポメイウークやセコトンの集落の画像は16世紀後半から残っている。画家で地図製作者のジョン・ホワイトは、13ヶ月と短命に終わったロアノーク植民地に滞在し、先住民、植物および動物の水彩画70点以上を残した。
ハワイ州はアメリカ合衆国に遅く加盟したことで、植民時代以前の建築の重要な歴史がある。19世紀終盤のハワイの建築はヨーロッパの影響が見られる。それより以前の構造物はポリネシアの伝統を引き継いでいる。

## 植民時代
ヨーロッパ人が北アメリカに入ってきたときは、アメリカでも最古の建築物の建設にその伝統的な建築様式と建築技術を持ち込んだ。建築は利用可能な資材に依存した。ニューイングランドのイギリス人による建築物では木材とレンガが共通する資材である。母国（総督官邸、砦）によって土地を政治的に割り当てられることになる植民地化の進行にも関連している。ヨーロッパ人が支配した印は経済的なもの（税関、プランテーション、倉庫）や宗教的なもの（教会、プロテスタントの教会、フランシスコ会やイエズス会の伝道所）でもある。

### スペインの影響
スペインは1540年代にアメリカ南西部を探検し始めた。コンキスタドールであるフランシスコ・バスケス・デ・コロナドはプエブロ・インディアンの神話にある黄金の都市を探してこの乾燥した土地を横切った。プエブロ・インディアンは日干しレンガ（アドベ）と露出した木製梁を組み合わせた家を建てた。その立法形状とそれを密度濃く配置した形はアメリカ人が模倣することになる一つの側面を与えた（プエブロ様式）。これら質素で飾り気のない構造を見たコンキスタドールの失望を推測できるが、その屋根の下では温度が一定で冷涼だった。スペイン人は最終的にこれらの集落を征服し、1609年にサンタフェをこの地域の管理用の首都にした。総督官邸は1610年から1614年の間に建てられ、日干しレンガの壁と錬鉄の塀を持つ、インディアン様式とスペイン様式の混合となった。サンタフェのサンミゲル礼拝堂は1610年からのものだが、日干しレンガの技術を用い、この宗教的な殿堂を荘厳さと厳格さのある胸を打つ外観に仕立てた。
17世紀と18世紀、スペイン人は現在のロサンジェルスからサンフランシスコまで一連の砦（プレシド）を設立した。1769年から1823年まで、南西部に伝道所のネットワークを造り上げた。伝道所は後のこの地域の建築に重大な影響を残した。これら開拓地の中で最も有名なものは、テキサス州サンアントニオのアラモ伝道所のそれである。ニューメキシコ州イスレタ・プエブロの伝道所は矩形の会衆席、外の控え壁、および対象形で飾りのない2つの塔を持つ日干しレンガの教会である。アリゾナ州の聖ザビエル・デル・バック伝道所はラテンアメリカの他所で流行ったチュリゲーラ様式（スペイン・バロック）の良い例である。建物正面は2つの量感のある塔で形作られ、玄関両横にはエスティパイト、すなわち飾りとしてしか機能しない精細に彫刻された柱がある。
スペインの建築様式は、1559年から1821年の間のフロリダ州でも間欠的に採用された。ここでは「コンク様式」がペンサコーラである程度成功し、例えば錬鉄のバルコニーを持つ装飾的家屋がある。同じような傾向がニューオーリンズのフランス区で現れている。ニューオーリンズでは1788年と1794年の大火で当初のフランス建築が破壊された。ニューオーリンズ市の現在の建物の多くは18世紀遅くに再建されたものである。
アメリカ合衆国で最も初期にヨーロッパ人が継続的に占有した所としては1565年に設立されたフロリダ州セントオーガスティンがある。1672年から1695年建設のサンマルコス砦が現存するものとしては最古の建造物である。ペンサコーラのスペイン砦と共に17世紀アメリカの希少な建築遺跡の一つとなっている。

### イギリスの影響

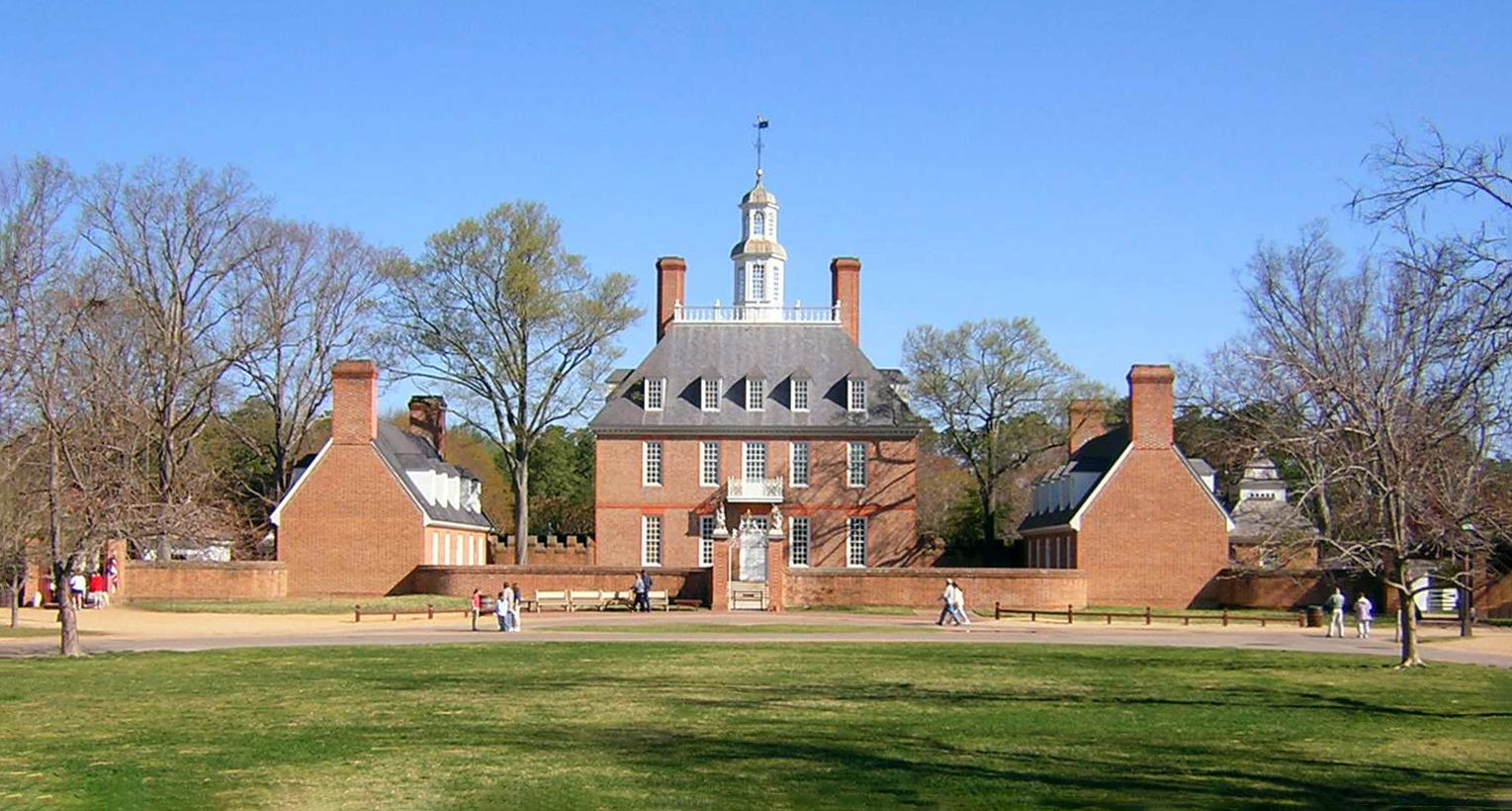
ウィリアムズバーグの総督公邸

18世紀にはジョージア様式が現れ、バージニア州ウィリアムズバーグではパッラーディオ様式が開花した。1706年から1720年に建設された総督公邸は前面に壮大な切り妻造りの玄関があり、手すりから下がった小さな提灯で飾られている。対象形の原理を尊重し、ニューイングランドで手に入った資材が用いられている。すなわち赤いレンガ、白く塗られた木材、および二重勾配の屋根に使われる青い（天然）スレートである。この様式は大西洋岸に住むプランテーションの労働者や裕福な商人の住宅建築に使われた（下記、「貴族の田園住居」の節を参照）。
宗教的建築では、共通してあるのがレンガ、石状のスタッコ（化粧しっくい）、および玄関上の1つの尖塔である。それらはチャールストンのセントマイケル教会（1761年建造）あるいはニューヨーク市のトリニティ・セントポール礼拝堂（1766年建造）で見られる。この時代の建築家は旧世界の建築の規範に強く影響された。ピーター・ハリソン（1716年-1755年）はヨーロッパの技術を持ち込み、ロードアイランド州で適用した。1748年から1761年、レッドウッド図書館やニューポート市場を建設した。マサチューセッツ州のボストンとセイラムはイギリス様式が開花した2つの主要都市だが、よりきちんと整理され、またアメリカ生活様式に適用された。建築家チャールズ・バルフィンチは1795年から1798年に建設された「マサチューセッツ州会議事堂」に当初の金ぴかドームを着けた。バルフィンチは生まれ故郷のボストンでビーコンヒル地区やルイスバーグ広場で幾つかの家屋の建設も行った。
最初の恒久的イギリス人開拓地ジェームズタウン（1607年設立）を発掘すると、三角形のジェームズ砦の出土部や17世紀初期からの多くの人工物が出てきた。近くのウィリアムズバーグはバージニア植民地の首都であり、現在は18世紀の保存状態の良い町として観光客を集めている。
マサチューセッツ州プリマスに残っている最古の建造物は1677年に建てられ現在は博物館になっているハーローハウス である。マサチューセッツ州デダムのフェアバンクスハウス（1636年頃建造）は北アメリカに現存する最古の木造家屋である。ボストンには幾つか著名な植民地時代の建造物が残っている。1723年にボストンでクリストファー・レン卿の様式で建造されたオールドノースチャーチは、その後のアメリカ合衆国教会建築で影響力有る先例となった。

## 19世紀公共建築

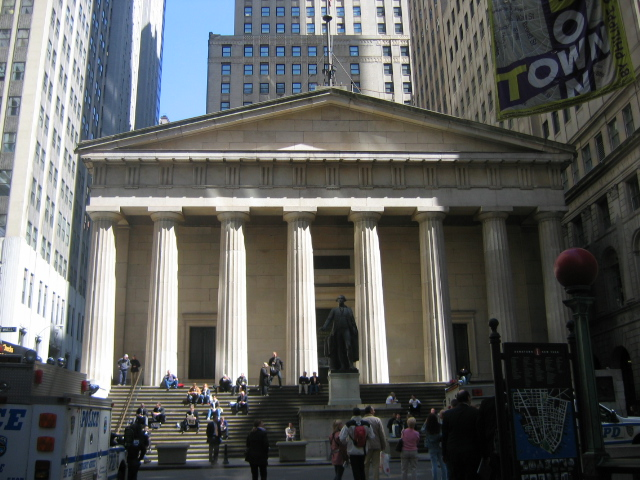
フェデラル・ホール、1830年代、ニューヨーク、新ギリシャ様式

1776年、大陸会議の代議員が13植民地の独立を宣言した。1783年のパリ条約で新しい共和国、アメリカ合衆国の存在を認知した。政治的にイギリスと袂を分かったとしても、世界のこの部分において建設される建物にはイギリスの影響が残り続けた。人口が拡大し領土が拡がるのと平行して公共、福祉および商業の統制も成長した。新しい連邦政府や司法府の建物は古代ローマやギリシアを参照して古典的要素（柱、ドームおよびペディメント（3角形の切り妻））を採用した。建築に関する出版物が増えた。1797年、アシャー・ベンジャミンは『国内建設者の助けとなるもの』を出版した。アメリカ人はあらゆる領域、すなわち政治、経済だけでなく文化でもその独立を確認することを求め、それが大学や博物館の設立となった。この独立と活力が最大限に発露されたのが19世紀末であり、アルバート・リーバイの『建築物写真シリーズ』のような建築写真集として発行された。日本では中学、高校において「世界史」と「日本史」が分かれているが、アメリカの義務教育である高校までの科目は「歴史」ひとつである。エジプトに始まる古代からギリシャ、ヨーロッパを経てアメリカに至る、一本道の歴史観が、とりわけ連邦政府の建築物のモチーフに、復古的なものを選ばせることにつながっている。

### ギリシャ復古調

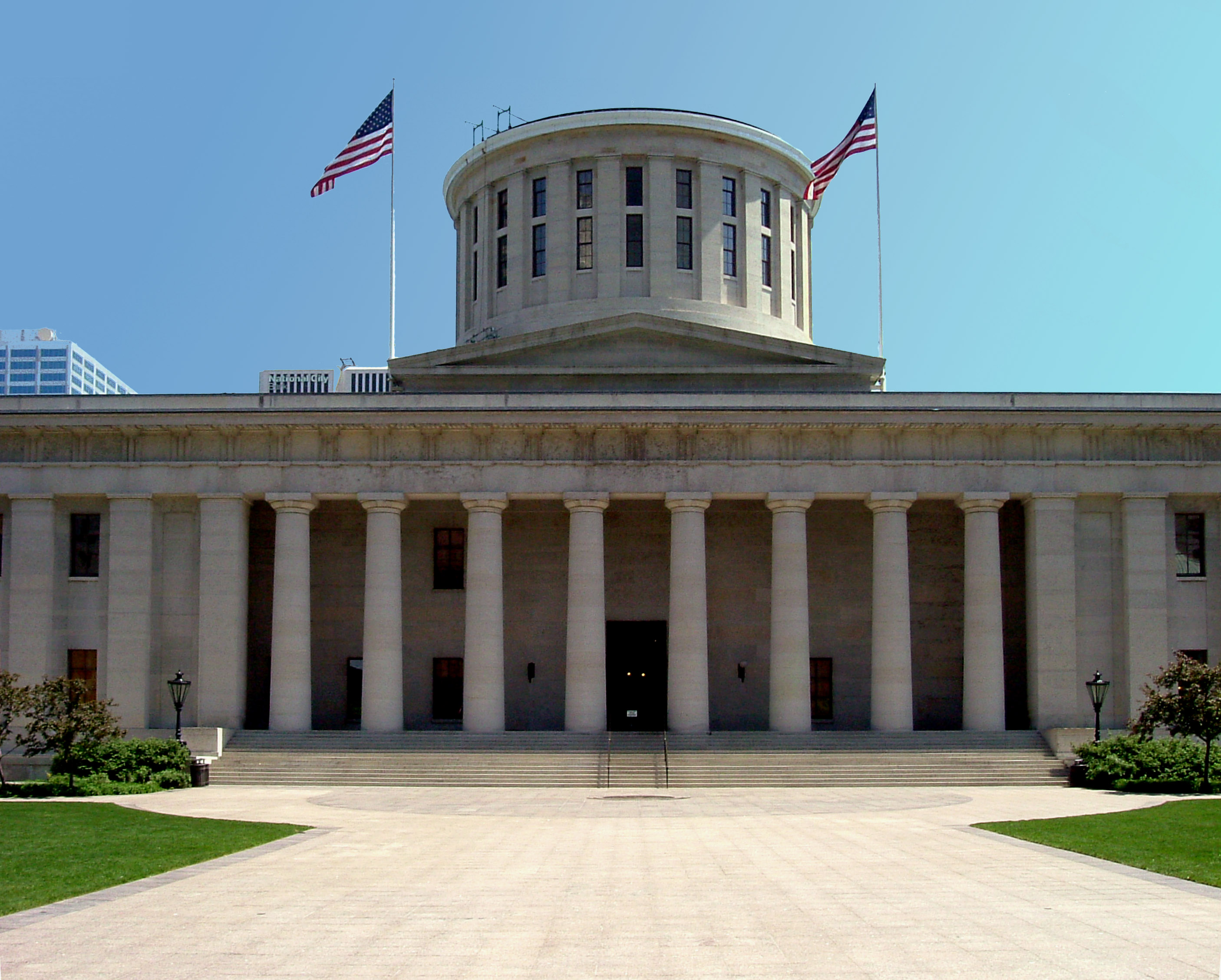
オハイオ州議会議事堂、コロンバス市、1861年、ヘンリー・ウォルターズ、新古典様式

19世紀前半、ギリシャ復古様式がアメリカ建築家の興味を引いた。イギリスの保護を離れた新生間もない国は新しいアテネ、すなわち民主主義の入口であろうとした。1787年に起草されたアメリカ合衆国憲法は建築物を必要とし、国家の主権と権力の分立原理を課する新しい制度を生んだ。公的、民間および宗教的建築（アメリカの独創性を構成することになった）は、この考えを反映し、そのモデルとしてアクロポリスの建築物を採用した。東海岸田園地帯の家屋玄関にはプロピュライア（ギリシャの神殿・寺院などの入り口）が大きさを変えて再現された。ベンジャミン・ラトローブ（1764年-1820年）やその弟子であるウィリアム・ストリックランド（1788年-1854年）とロバート・ミルズ（1781年-1855年）は大都市（フィラデルフィア、ボルティモアおよびワシントンD.C.）で幾つかの銀行や教会建設の注文を得た。それらの中でも各州の議会議事堂には新古典様式を採用した。例えばノースカロライナ州会議事堂（ローリーに建設、消失後1833年から1840年に再建）あるいはインディアナ州の議会議事堂（インディアナポリスに建設）がある。これらの内、後期の例として、オハイオ州コロンバスに建設されたオハイオ州議会議事堂があり、ヘンリー・ウォルターズが設計し、1861年に完成した。単純な玄関、連続したコーニス（壁または柱で支えられた水平材を飾る帯）、およびドームが無いことで、建物の威厳と大きさを印象づけている。ほぼ対称形の構造であり、最高裁判所や図書館も中に収めている。

### ワシントンD.C.

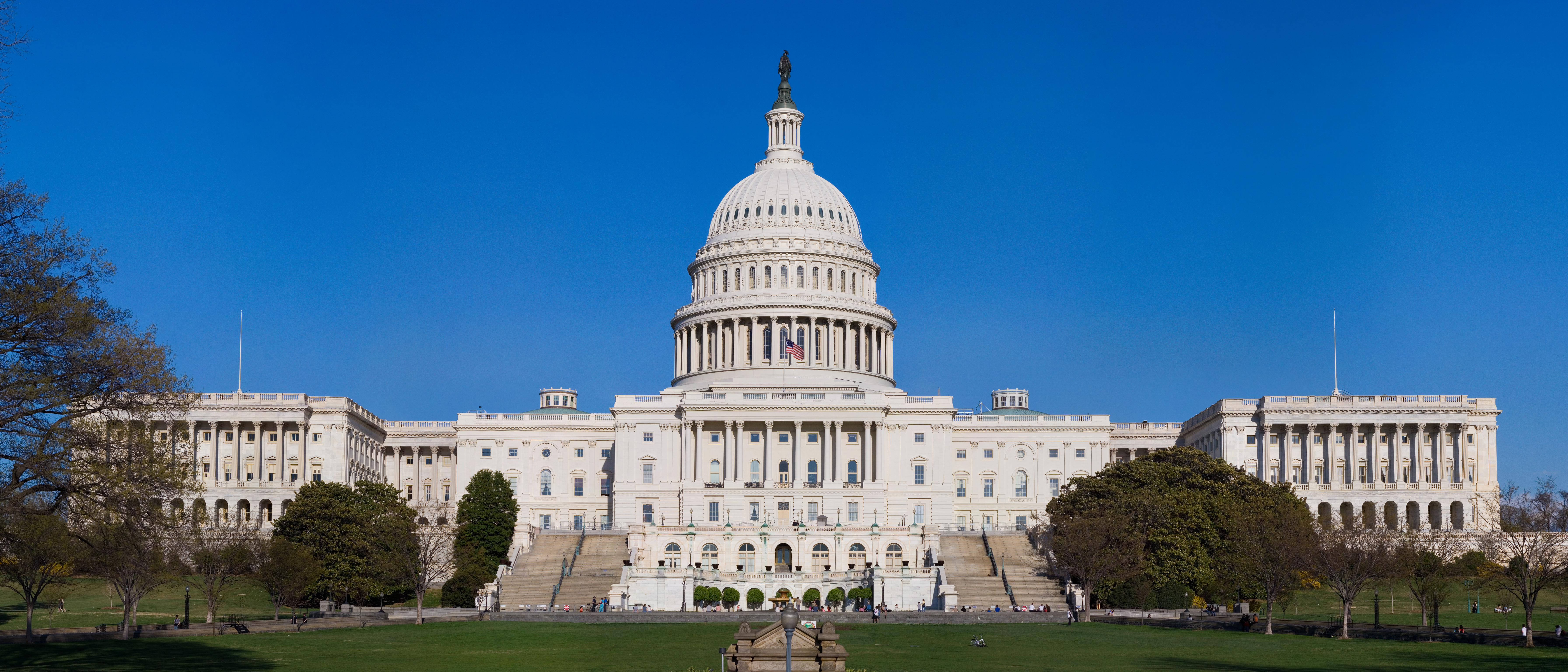
アメリカ合衆国議会議事堂、ワシントンD.C.、1815年-1830年建設、新古典様式

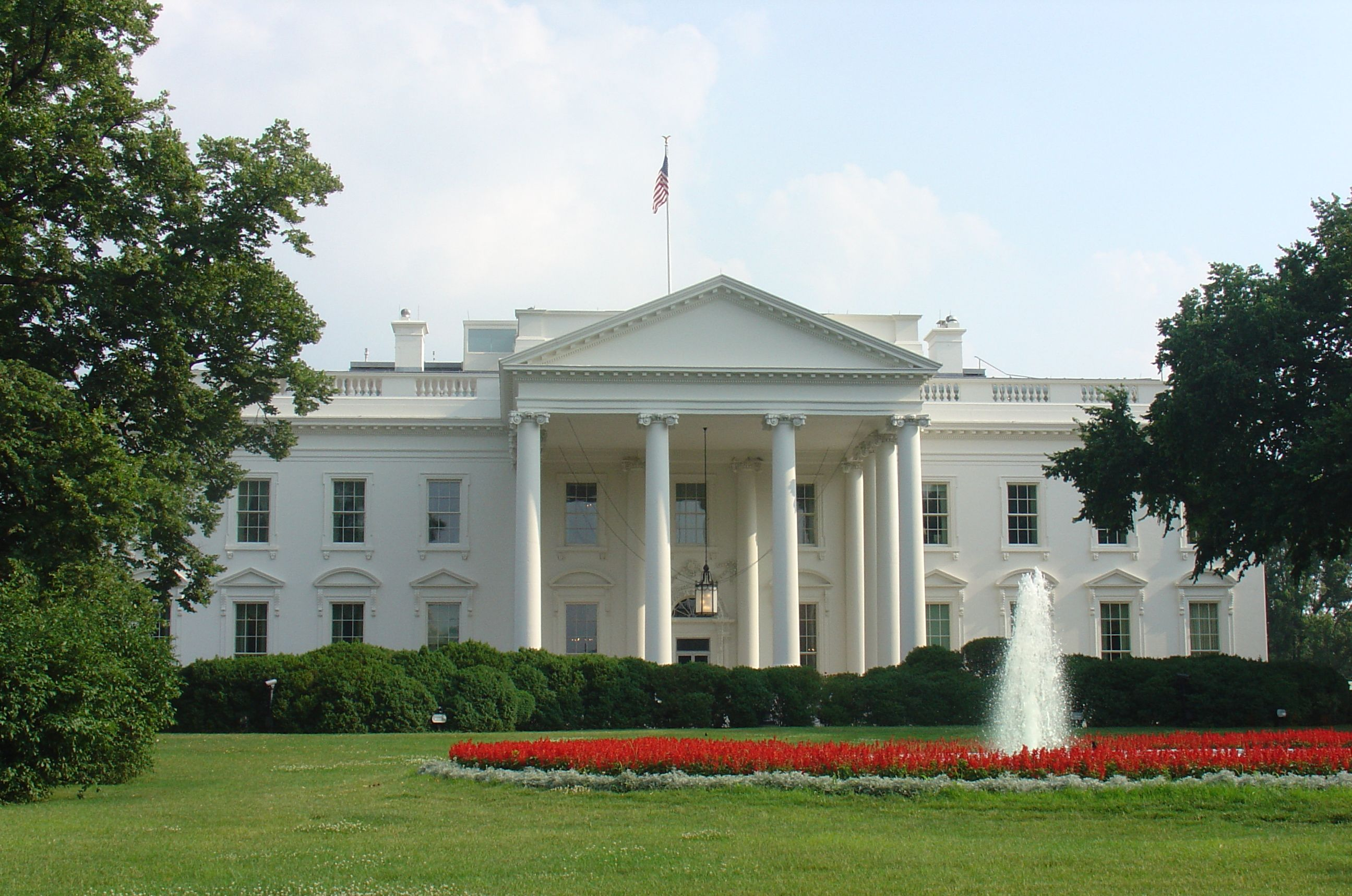
ホワイトハウスの北玄関、ペンシルベニア・アベニューから臨む

アメリカ合衆国議会議事堂は均質な都会風の好例である。建物の設計はフランス人ピエール・シャルル・ランファンが描いた。この記念碑的都市の理念と新古典様式は都市美運動の支持者に取り上げられた。幾つかの都市はボザール建築様式の一部であるこの概念を採用しようとしたが、ワシントンD.C.はこれら全ての中でもほとんど専心しているように見える。ホワイトハウスは、1790年12月にアメリカ合衆国議会がワシントンD.C.創設を決めた後で建設された。コンペの後で、アイルランド系アメリカ人ジェイムズ・ホーバンが選出され、建設は1792年10月に始まった。ホーバンが考えた建物は、現在アイルランド議会があるダブリンの公爵邸宅ラインスターハウスの1階と2階をモデルにしたものだった。しかし、米英戦争（1812年-1815年）の間に、町の多くの場所が焼き討ちにあい、ホワイトハウスは損傷を受けた。外壁のみが残ったが、再建された。壁は火事で受けた損傷を隠すために白く塗られた。20世紀の初め、新たに2つの翼が政府の拡大を反映して付け加えられた
アメリカ合衆国議会議事堂は1792年から続いて建設が始められた。その完工後間もなく米英戦争のときに部分的にイギリス軍に焼かれた。その再建は1815年に始まり、1830年まで続いた。1850年代にこの建物はトマス・U・ウォルターによって大きく拡張された。1863年、人目を引く「自由の像」が現在の（当時は新設）ドームの頂点に取り付けられた。
ワシントン記念塔は初代大統領ジョージ・ワシントンの栄誉を称えて建設されたオベリスクの記念碑である。それを当初1838年に設計したのはロバート・ミルズだった。記念碑の下に向かって認識できるだけの色の変化があり、これは予算不足で建設が中断されたためだった。高さ555.5フィート (169 m) の記念碑は1884年に完成し、1888年に一般公開された。

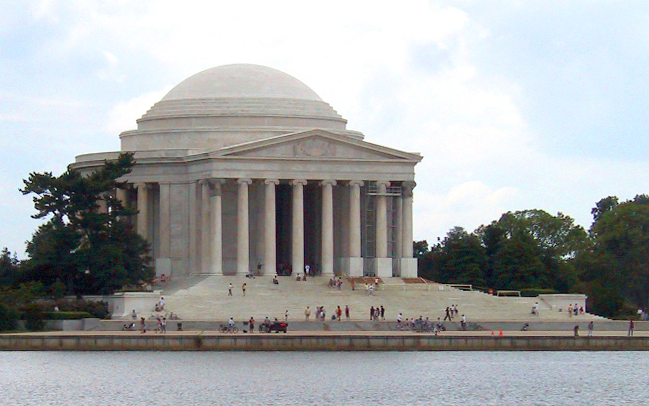
ジェファーソン記念館、ローマ・パンテオンの再生、新古典様式、ワシントンD.C.、1939年-1946年建設

リンカーン記念館（1915年-1922年建設）は同じシリーズの別の記念碑であり、大理石と白い石灰石で造られ、ペディメントの無いドーリア式ギリシャ寺院を真似られた。その建築家ヘンリー・ベイコンはボザール学派の概念の徒であり、リンカーンが死んだときの合衆国の36州それぞれを表現するために36の柱を使った記念碑にした。
最後にジェファーソン記念館は1940年代にボザールの伝統を継いで建設された最後の大規模記念館である。その建築家ジョン・ラッセル・ポープはローマ建築に関するジェファーソンの好みに光を当てようとした。これがローマ・パンテオンを模倣することにした理由であり、類似した形のドームで建物を飾った。これは国際様式の賛同者から厳しく批判された。

### 地中海様式への回帰

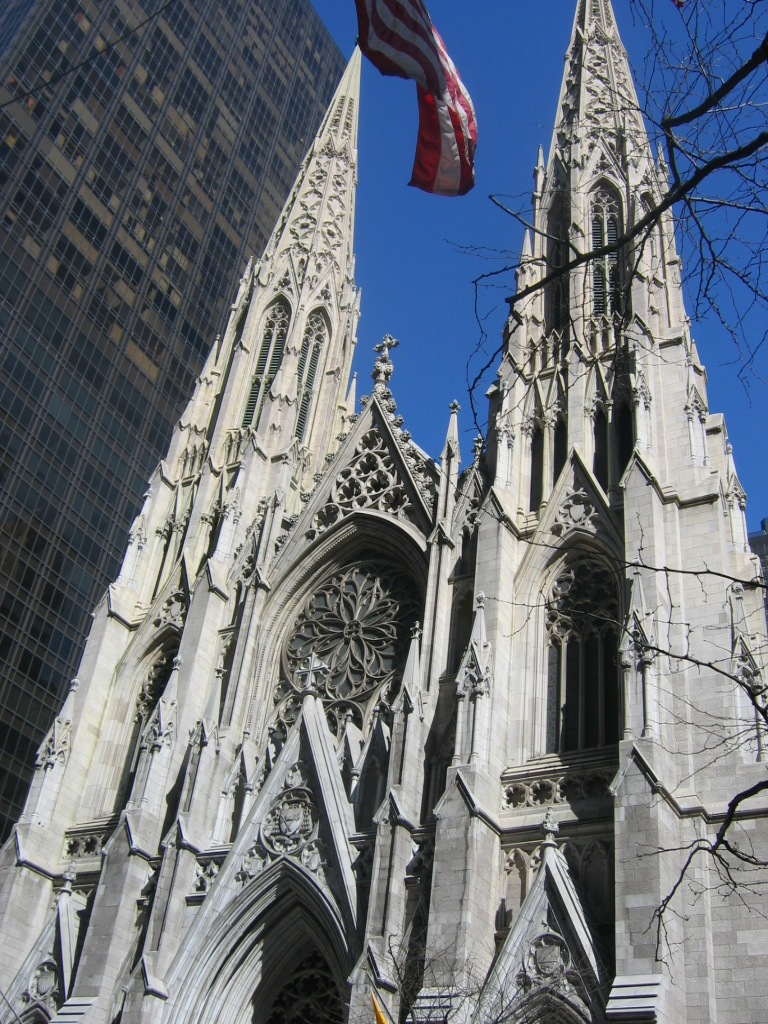
ニューヨーク市セントパトリック大聖堂の新ゴシック様式玄関、1885年-1888年建築、ジェイムズ・レンウィック・ジュニア設計

1840年代から、アンドリュー・ジャクソン・ドウニング（1815年-1852年）の影響もあって、アメリカでは新ゴシック様式が人気になった。ドウニングは古典主義への復古的流れと浪漫主義の発展に自身を定義づけた。その作品は地中海的装飾で特徴付けられる。チムニー（煙突）、ゲイブル（破風）、朝顔口のある塔、弾頭窓、ガーゴイル（怪物が口を開いた形をしている彫刻）、ステンドグラスおよび急傾斜の屋根だった。その建物は対象形と新古典主義から取り出された複雑な設計を採用した。新ゴシック様式は大学（イェール大学、ハーバード大学）や教会の建設にも使われた。リチャード・アップジョーン（1802年-1878年）は北東部田舎の教会に特化したが、その最大の作品はニューヨーク市の「トリニティ教会」である。その赤い砂岩建築は16世紀ヨーロッパに題材を採っているが、今日、マンハッタンの壮大な摩天楼の中で心地よい落ち着きを与えていることが分かる。
ニューヨーク市では、ジェームズ・レンウィック・ジュニアの設計したセントパトリック大聖堂が思い浮かぶ。これはランスのノートルダム大聖堂とケルン大聖堂との優美な融合である。この計画は1858年にレンウィックに任されたが、1888年に玄関に2つの尖塔を取り付けることで完工した。石よりも軽い材料を使うことで飛び梁から外の控え壁に抜けることを可能にした。
レンウィックはまたワシントンD.C.でもスミソニアン博物館の建設でその才能を示した。しかし、その批判者はビザンチン様式、ローマ様式、ロンバルディ様式および個人的付加から借用した赤煉瓦の奇妙な組合せを建設することで首都建築物の調和を壊したと非難した。
新ゴシック様式の成功は20世紀初めまで続き、シカゴやニューヨークで顕著な多くの摩天楼に受け継がれ、その多くはヘンリー・ホブソン・リチャードソンによるリチャードソン・ロマネスクと呼ばれた。

## 連邦建築

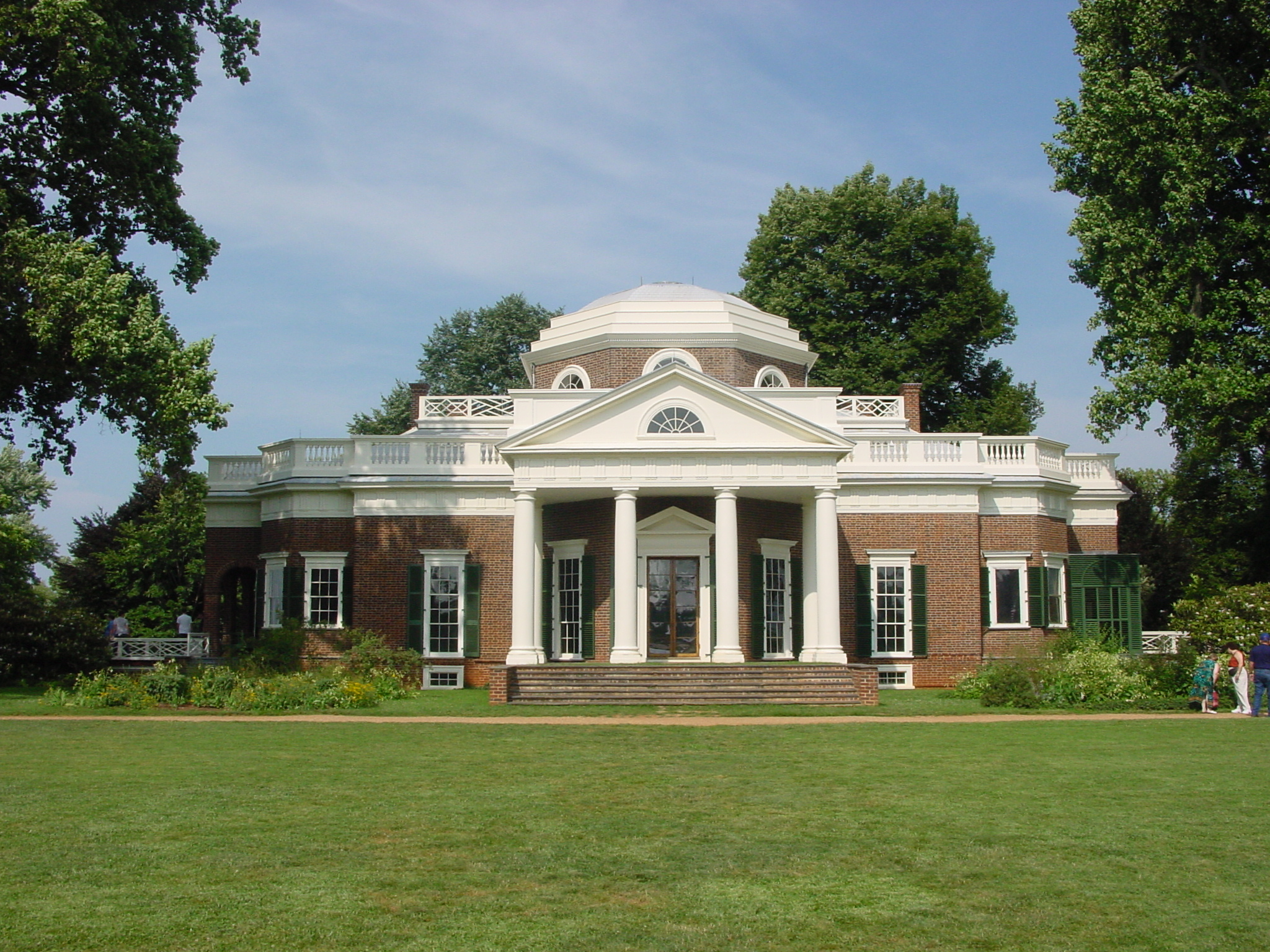
トーマス・ジェファーソンはバージニア州にある自分の領館モンティチェロを設計した。これはアメリカ合衆国で世界遺産になっている唯一の家屋である。

1801年から1809年まで第3代大統領を務めたトーマス・ジェファーソンは、建築を含む幾つかの領域に興味を示した。ヨーロッパに数回旅したので、都市や田園における公的・私的な建物にパッラーディオ様式と古風さの正式な形を採用することを望んだ。それ故に1817年に建設が始まったバージニア大学の計画に参画した。この計画はベンジャミン・ラトローブによって完成されたが、ジェファーソンの建築概念を適用できた。バージニア大学図書館はローマ・パンテオンからアイディアを得たドームを載せたロタンダの下に入っている。統一感を作り出したその組合せはレンガと白く塗った木材を使用したお陰である。バージニア州リッチモンドのバージニア州議会議事堂（1785年-1796年建設）では、ジェファーソンがニームのメゾン・キャリーの模倣に飛びついたが柱にはイオニア式を選んだ。啓蒙時代の人としてのジェファーソンは民主主義に仕える芸術の形という理想を実現することで、新世界建築の解放に参加した。ジェファーソンはその国で連邦様式開拓に貢献し、アメリカ独立で生まれた共和国の価値にヨーロッパの新古典主義建築を適用した。
ジェファーソンは技術を持ったアマチュア建築家であり、バージニア大学やその領地モンティチェロで独創的な建物を設計した。建設は1768年に始まり、修正は1809年まで続いた。このパッラーディオ様式建築の北アメリカ版はイギリスとアイルランドのモデルから借用し、ポルチコ（屋根のある玄関）を復活させた。このローマ的要素の興味は古代ローマ共和国をモデルとして見ている政治的風土に訴えるものがあった。
連邦様式は1780年から1830年まで大西洋岸で人気があった。連邦様式の特徴は新古典様式の要素、大きな窓のある明るい室内、白い壁と天井、および合理的要素を強調する装飾的だが抑えられた外観だった。連邦様式のその他の建築家としては、アッシャー・ベンジャミン、チャールズ・バルフィンチ、サミュエル・マッキンタイア、アレクサンダー・パリスおよびウィリアム・ソーントンがいた。

## 貴族の田園住居
田園住居は、イギリスの住居を模倣したいと考えた富裕な領主や農園主が、17世紀頃から建設された豪華で快適な住居を持った東海岸で発展した。

### 17世紀から18世紀
植民地貴族制における建築特性の普及はジョージア様式の主張に繋がった。フィラデルフィアのマウント・プレザントでは、ジョン・マクファーソンが1761年から1762年に建設されドーリア式柱で支えられるペディメントを上に置く玄関を備えた住居を持っていた。当時ヨーロッパで流行した新古典様式の特徴である手すりのある屋根と対称的な配置がなされているのが分かる。マサチューセッツ州セーラムではサミュエル・マッキンタイアがジョン・ガーディナー・ピングリー・ハウス（1805年建設）を設計した。マッキンタイアは屋根を穏やかな傾斜にし、手すりを付け、レンが造りにした。パッラーディオ様式の考えを取り入れ、柱で支えられた半円状のポーティコで建物同士を結んだ。
1780年代、連邦様式がジョージア様式から少しずつ分化を始め、特徴あるアメリカ的流派となった。アメリカ独立戦争の時、家屋は厳密に矩形平面に展開し、曲線を採用し、花輪や壺のような精細な装飾を好んだ。楕円形をした窓があれば、1つあるいは幾つかは長円または真円形の窓もあった。
ジェファーソンはバージニア州シャーロッツビルに近いモンティチェロの自宅を丁寧に設計した。パッラーディオ様式の美しい例として、ジェファーソンがフランス大使だった時に見ることのできたパリにあるサーム・ホテルを思わせる。ドーリア式柱、4柱式のポーティコおよび中央のドームなど古典的部品を使った。
ルイジアナ州では、植民地の家屋は時として柱のある新古典様式のペディメントを備えている。これはテネシー州の「ベル・ミード・プランテーション」でも見られる。対象形の魅力をもつこの住居は柱のある玄関や狭い窓を自由に使っている。しかし南部の国内建築家は、前面に置いた中程度の高さのバルコニーを取り入れ、玄関ポーティコからペディメントを取り去る（サウスカロライナ州チャールストンやルイジアナ州オークアレー・プランテーション）など、古典様式から意図的に解放されていた。これらの家屋は土地の気候に適応しプランテーション経済に溶け込んだ。フランス区で見られたように化粧漆喰や鋳鉄の飾りを楽しんだ。

### 19世紀

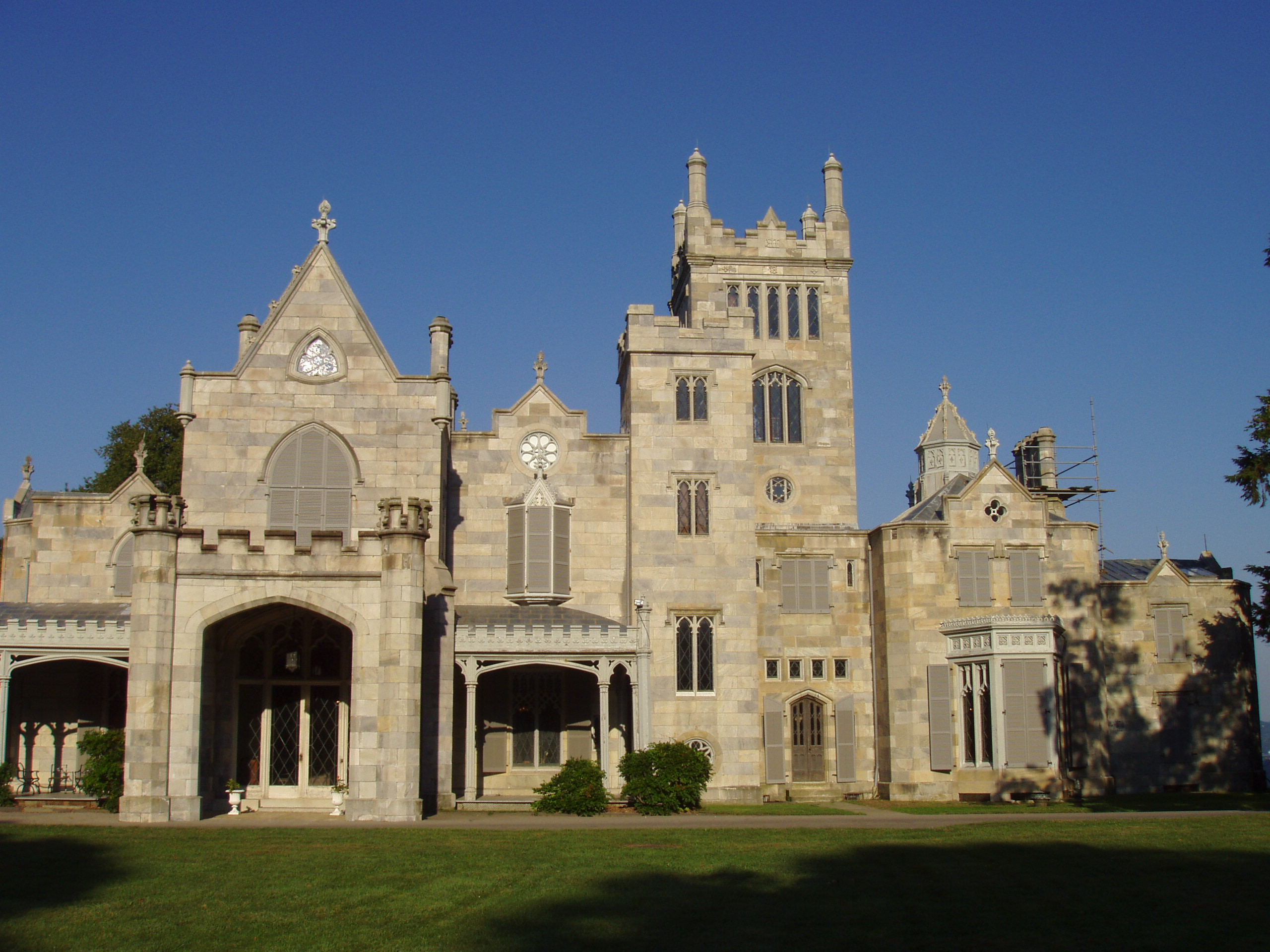
タリータウンにあるアレクサンダー・ジャクソン・デイビスによるリンドハースト邸宅、ニューヨーク州、新ゴシック住居、1864年-1865年建設

このころ海岸地域の裕福な一家は、広大な領地と、新古典様式とは正反対の新ゴシック様式で建てられた邸宅を所有、ホレス・ウォルポールの邸宅ストロベリーヒルハウスをモデルにした。アレクサンダー・ジャクソン・デイビス（1803年-1932年）はハドソン川流域での邸宅計画で、地中海の様式から採用した幻想的な細部で飾った。リンドハーストのジョージ・メリットの住居のために、教会のステンドグラス窓を採用したがる者の意見に耳を傾け、さらに綿密な建築計画で建物を建てることを選ぶ。
19世紀後半、工業と輸送分野の大立者は石に金を遣いヨーロッパの宮殿を模倣する邸宅を発注しだした。建築家リチャード・モリス・ハント、ヘンリー・ホブソン・リチャードソンおよびフランク・ファーネスは通常、エイムズやヴァンダービルトのような富裕な家族の注文に応じ、ローマ様式やルネッサンス復古調の住居を建設している。ノースカロライナ州アシュビルに近いビルトモア荘園はアメリカでも最大の私有邸宅で、この地でリチャード・モリス・ハントはブロワ城のルイ12世とフランソワ1世の翼を模倣した。この時代は建築物は注目すべきアメリカの特権階級の1つの表現であり、アメリカンボザールを得意とするマッキム・ミード・アンド・ホワイトのような大きな組織系建築設計事務所と、個人大邸宅で採用されるボザール様式にとっては黄金時代だった。

## 質素な家屋

### 気球枠構造

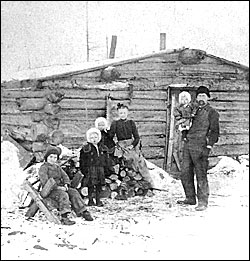
ミネソタ州の丸太小屋

19世紀の初め、技術的なものの少ないマニュアル（パターン集）が配布されていた。アメリカ合衆国西部の開拓地は使用される建築物の需要を変えた。開拓者達は1840年代と1850年代には「気球枠構造」を使った。それが最初に使われたのは、1833年のシカゴのセントメアリー教会の建設だった。この方法が取り入れられたのは建設期間の短さだった（標準化された板と釘を使用）。誰もが容易に家屋の枠組みを建てることができ、それを壁材で覆えばよかった。壁の内側は漆喰や木材で覆われた。それによって町が急速に発展し、大きな移動性も確保した。しかし、これらの家屋は衛生状態が良くなく、火事を出せば直ぐに燃えてしまった。

### 19世紀の潮流

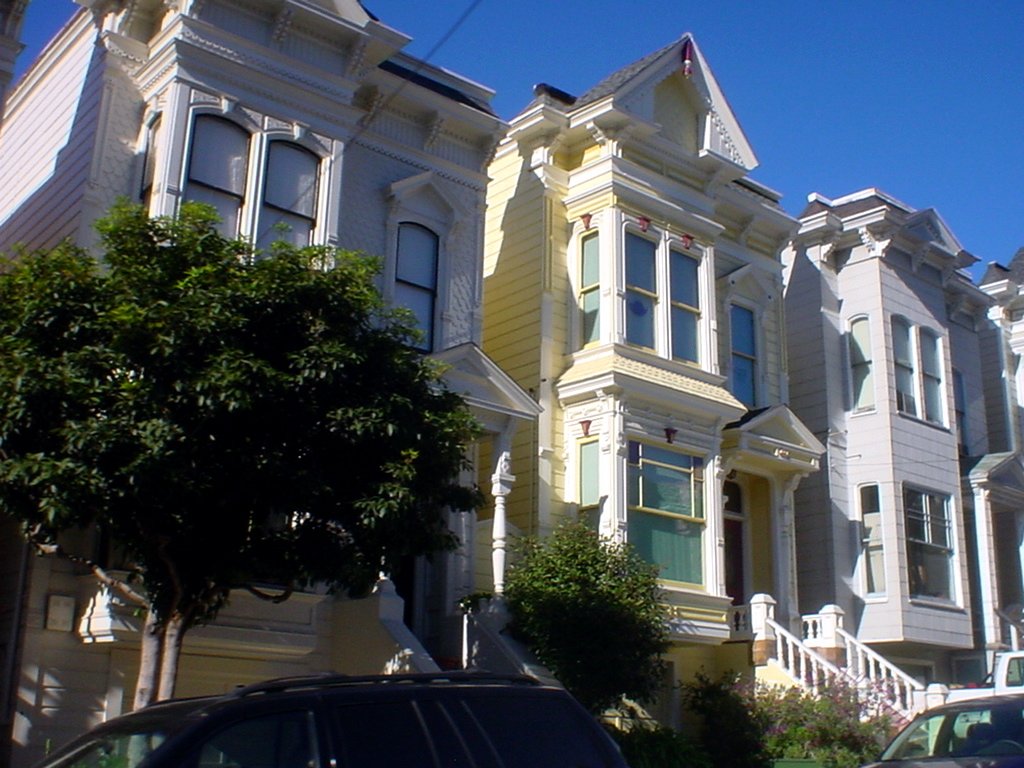
サンフランシスコのビクトリア様式家屋、イタリア風、19世紀末

「田舎風」が木材のトラス構造を使う家屋建築のアメリカ的方法である。建物は急傾斜の高い屋根で覆われた。このデザインは対称形であり、内部空間は幾つかのベランダに繋がっていた。建物の主目的が安らぎだとしても、外装は装飾と無縁ではなかった。リチャード・モリス・ハントは1862年にロードアイランド州ニューポートでジョン・N・グリスウォルドの家屋を建設した。「田舎風」は1873年危機の後は次第に忘れられていった。
その後、「シングル風」が「田舎風」に置き換わった。それは単純化と安らぎへの注目で特徴付けられる。ヘンリー・ホブソン・リチャードソンは1874年から1875年にウィリアム・ワッツ・シャーマンのために木枠構造が丸出しの家を建てた。ケンブリッジのF・ストートン夫人の家（1882年-1883年建設）やニューポート・カジノ（1879年-1881年建設）はシングル（こけら板）の覆いを使った。
アメリカ西海岸では、国内の建築が等しくより現代的な様式に向かった。サンフランシスコのヘイト・アシュベリー地区はイタリア風ビクトリア様式（1860年-1900年）の代表である。セコイアの木を用いて建設され、1906年のサンフランシスコ大火でも生き残り、高度に装飾や色彩を用いている。この時代、それらは現代の快適さを提供した。すなわちセントラルヒーティング、電気および水道だった。その寸法も標準化され、間口は8メーター、奥行きは30メーターだった。多層で幾つかの翼を備えた。
1910年代の平らな屋根を持つ幾つかのカリフォルニア風家屋（ウォルター・ルーサー・ドッジの家）で特徴付けられるアービング・ジルの仕事のために内部空間や外部装飾の単純化への興味が増した。ルドルフ・M・シンドラーやリチャード・ノイトラは1920年代のカリフォルニア風の流れにヨーロッパ的現代性を加えた（ニューポートビーチの「ラベルビーチ・ハウス」やロサンジェルスの「ヘルスハウス」）。

### フロンティア特有の建築

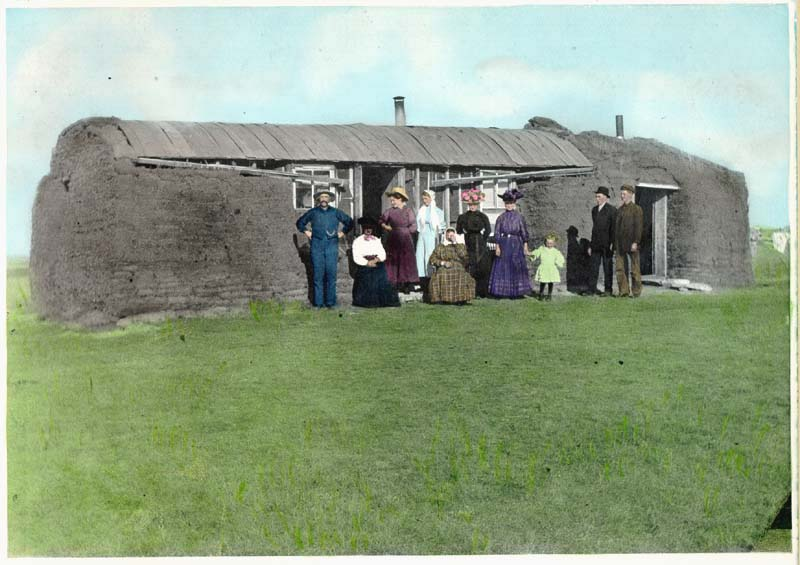
柴土家屋、サスカチュワン州、1900年頃

1862年のホームステッド法によって何百万人の人々に不動産を持つことが可能になり、先住民族を追い出し、開拓の様式を変えた。この法律は土地を5年間耕作し、その土地の上に住居を建設した成人男性に無償で適度な農地を提供した。それまでアメリカ合衆国北東部の州にあったヨーロッパ風村落の代わりに中西部や西部では孤立した農園という田舎の姿ができてきた。開拓者はそこにある材料から家屋を建設し、樹木の多い東側の地域では丸太小屋、樹木の無い草原地域では柴土小屋を建てた。当時の丸太小屋が幾つか今も残っており、その大半はよろい張り下見のファサードで隠されている。ネブラスカ州の初期梱包機械から開発された藁圧縮材が現代的な建設材料として導入された。
田舎の住人は製材された木材で建設された家を好み、材料が得られるときは柴土や丸太の家の代わりにこれらを建設した。鉄道によって近くの町まで建設資材が運ばれてくるようになった。グラント・ウッドの有名な『アメリカン・ゴシック』という絵画は、夫婦の後の農家で上方にある窓からその名前を採っている。アーチ窓は1880年代の設計要素として人気があり、時として「カーペンター・ゴシック」と呼ばれている。

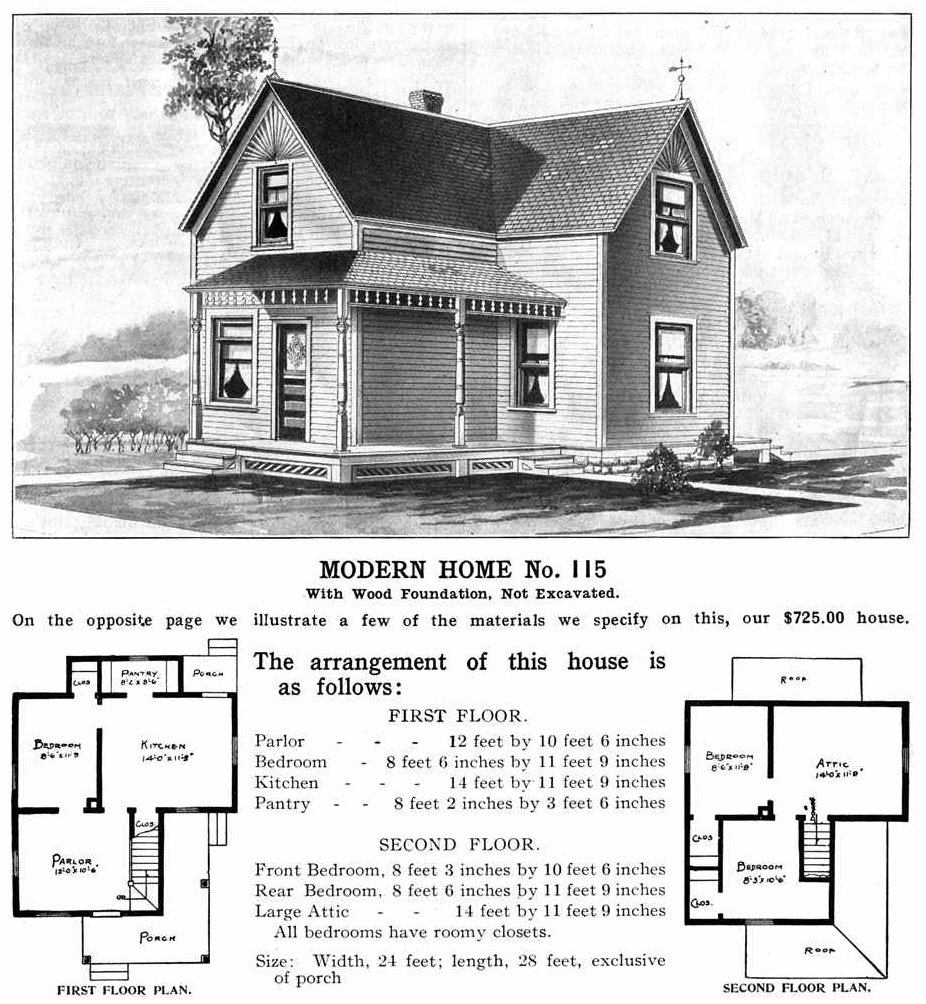
モデルNo.115は人気のあるシアーズ・カタログの家だった、1908年-1940年販売

1908年から1940年まで売られたシアーズ・カタログの家は、残っていた柴土の家や丸太の家の大半に取って代わった。これら家屋建築用セットには木材や設計図が入っていた。「気球枠構造」の建築であれば、家族や友人を加えた少数の人員でも建てることができた。装飾的な要素は控えめであり、後期ビクトリア様式の美意識を偲ばせるものである。シアーズ・カタログの家にある上げ下げ式サッシ窓がアメリカ合衆国では最も普通に見られる住居の窓になっている。シアーズ・カタログの家は平均的品質より良いうちは人気があり続けた。

## 摩天楼
アメリカ合衆国建築の革新で最も顕著なものが摩天楼だった。幾つかの技術的進歩がこれを可能にした。1853年、エリシャ・オーチスは仮に懸垂ケーブルが切れたとしてもカゴが落ちないようにした初めての安全なエレベーターを発明した。

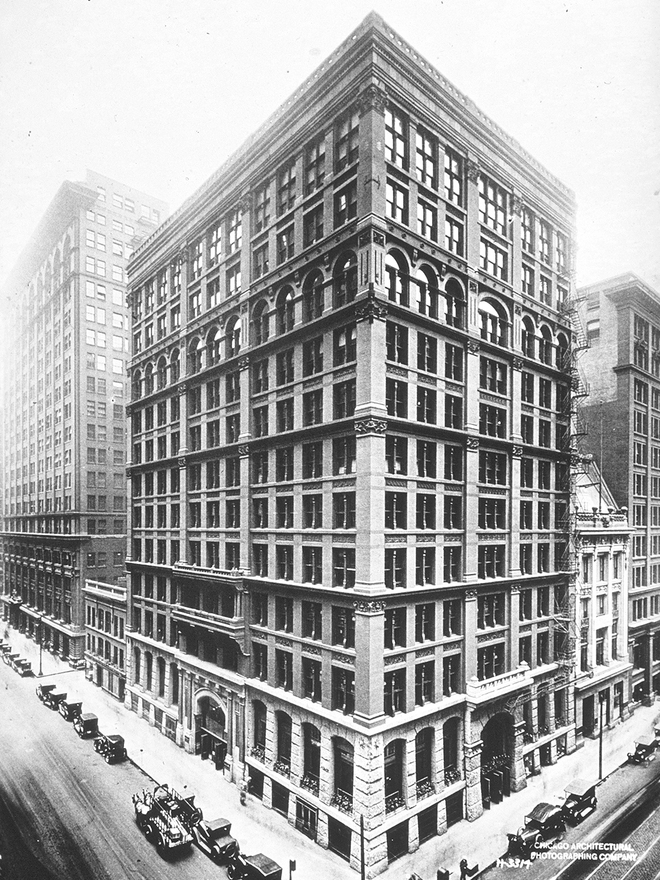
シカゴのホームインシュアランス・ビル、世界で初めての鋼構造摩天楼、1885年建設

通常の住宅で住民が階段を歩いて上れるのは4階か5階だったのに対し、エレベーターはそれ以上の階高を可能にした。1868年、ニューヨーク市のイクイタブルライフ・ビルのためのコンペで6階建てのデザインが採用され、エレベーターを使った最初の商業ビルになった。建設は1873年に始められた。その他にも1885年にダンクマール・アドラーとルイス・サリヴァン（1856年-1924年）によるシカゴのオーディトリアル・ビルのような建物が続いた。これには全体が構造化された外観を与えるためにイタリア宮殿風の詳細デザインを採用した。それから数十年間アメリカの摩天楼は古い装飾的な要素に技術革新を組み合わせていくことになった。
間もなく摩天楼は新しく技術的な壁に当たった。負荷を支える石壁は高層になるに連れて実用的ではなくなり、約20階が技術的な限界になった。構造工学の専門家ウィリアム・ル・バロン・ジェニーが、1885年にシカゴの10階建てホームインシュアランス・ビルで鋼構造を採用してこの問題を解決した。これが真の摩天楼の最初だと言われている。耐荷重壁として薄いカーテンウォールの採用により、建物の総重量を3分の2減らした。
20世紀の摩天楼によく見られるようになったもう一つの特性は、チャールズ・B・アトウッドとE・C・シャンクランドが設計し、1890年から1895年に建設されたシカゴのリライアンス・ビルで初めて現れた。外壁はもはや建物の重量を支えるものでは無くなったので、窓の大きさを大きくすることが可能になった。その外面の大半に板ガラスの窓を採用した最初の摩天楼になった。

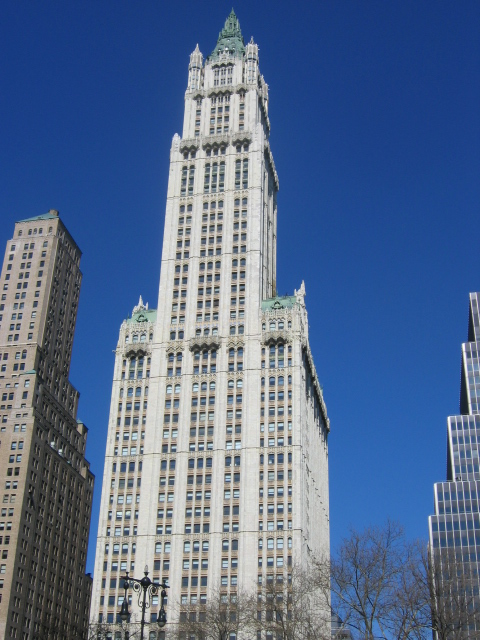
ニューヨーク市のウールワースビル、1913年建築、アメリカ合衆国で高層ビル50傑に今でも残っている。近くの世界貿易センター・ビルが倒壊したときも重大な損傷を免れた。

初期摩天楼で文化的に重要なものは、1913年に建築家キャス・ギルバートが設計したニューヨーク市のウールワースビルだった。それまでの技術の進歩によって高層になり、高さ792フィート (241 m) は1930年まで世界最高の建物だった。フランク・ウールワースはゴシック様式の大寺院を好んだ。カス・ギルバートは商業の大聖堂としてオフィス・ビルを建設し、多くのゴシック復古調装飾部を取り入れた。主玄関とロビーはオークの木に成長するドングリやシャツを無くした人間など、多くの繁栄を表す寓意を含めた。近くの世界貿易センター・ビルが攻撃された後は、安全保障の問題でそのロビーを一般に公開することを止めた。新しいウールワースビルが人気を呼んだことで、摩天楼の間に多くのゴシック復古調の模倣が現れ、アール・デコ時代まで人気のある設計テーマになった。その他にも大衆の関心がこのビルの導入後に現れた。ウールワースビルは近所にかなりの量の日照を遮った。このことでニューヨーク市は1960年まで残る退行的法を制定することになった。基本的にこの法は、建物地上階面積の4分の1に各階の面積を抑えれば、如何なる高さになっても良かった。
摩天楼の歴史でもう一つ重要な出来事はシカゴのトリビューン・タワー建設の時のコンペだった。このコンペではウールワース・ビルに影響されたゴシック様式のデザインを選定したが、コンペに応募した多くのものの中には他の20世紀建築様式に影響を与えるようになったものがあった。コンペで第2位となったエリエル・サーリネンはモダニスト・デザインを提出した。ヴァルター・グロピウスからの応募作はバウハウス学派に注意を引かせることになった。
リライアンス・ビルでの窓面積を増やすという動きは、ニューヨーク市内の事実上アメリカ合衆国領土ではない土地で、ブラジル人建築家による建物で論理的結論に達した。オスカー・ニーマイヤー設計により1949年から1950年に建設された国連本部は完全にガラス・カーテンウォールを採用した最初のビルになった。

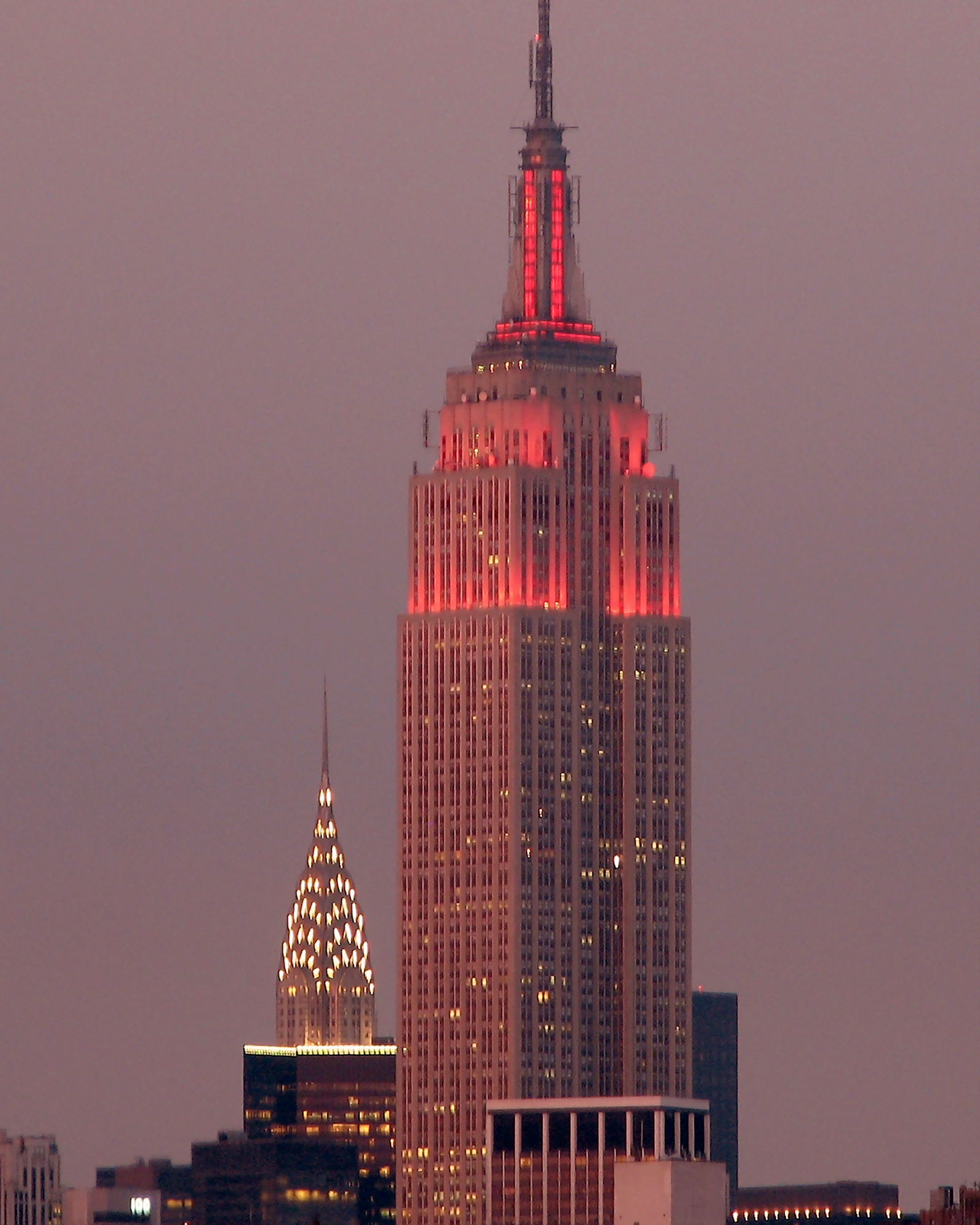
ニューヨーク市のエンパイアステートビル、1931年建築、および後景はクライスラービルの尖塔、1930年建築。それぞれ完工したときは世界最高の建築物だった。

初期の塔で最も優雅なものの幾つかは、アメリカでは最初の近代建築家、ルイス・サリヴァンによって設計された。サリヴァンの最も才能ある弟子はフランク・ロイド・ライト（1867年-1959年）であり、その経歴の大半は家具と合わせて空間をゆったりと使った個人住宅の設計だった。しかしライトの最も有名な建物の一つは公共のものであり、ニューヨーク市のグッゲンハイム博物館だった。
第二次世界大戦の前にアメリカ合衆国に移民したヨーロッパ人建築家は建築界で支配的な動きとなる国際様式を紹介した。これら移民の中でおそらく最も影響力があったのはルートビッヒ・ミース・ファン・デア・ローエ（1836年-1969年）とヴァルター・グロピウス（1883年-1969年）であり、どちらもドイツの有名なデザイン学校、バウハウスの元校長だった。彼等の様式の建物は幾何学的形状に基づいており、アメリカ人の団体生活に対する記念碑として持て囃され、「ガラスの箱」として拒否もされた。これに反応したマイケル・グレイヴス（1945年-）のような若いアメリカ人建築家は切り詰めた箱のような外観を拒否し、フィリップ・C・ジョンソンによるAT&T ビルのようなポストモダンの建築物に賛成した。それらは人目を引く曲線を使い、歴史ある建築様式を暗示する大胆な装飾を用いた。
摩天楼のホテルはジョン・ポートマン（1924年-）によるアトランタのウェスティン・ピーチツリー・プラザホテルやデトロイトのルネッサンス・センターで人気を呼んだ。ルネッサンス・センターは西半球で最も高いホテルになっている。
現代の連邦政府の建物や摩天楼は連邦現代主義と呼ばれるはっきりとした様式を持っている。

## 郊外

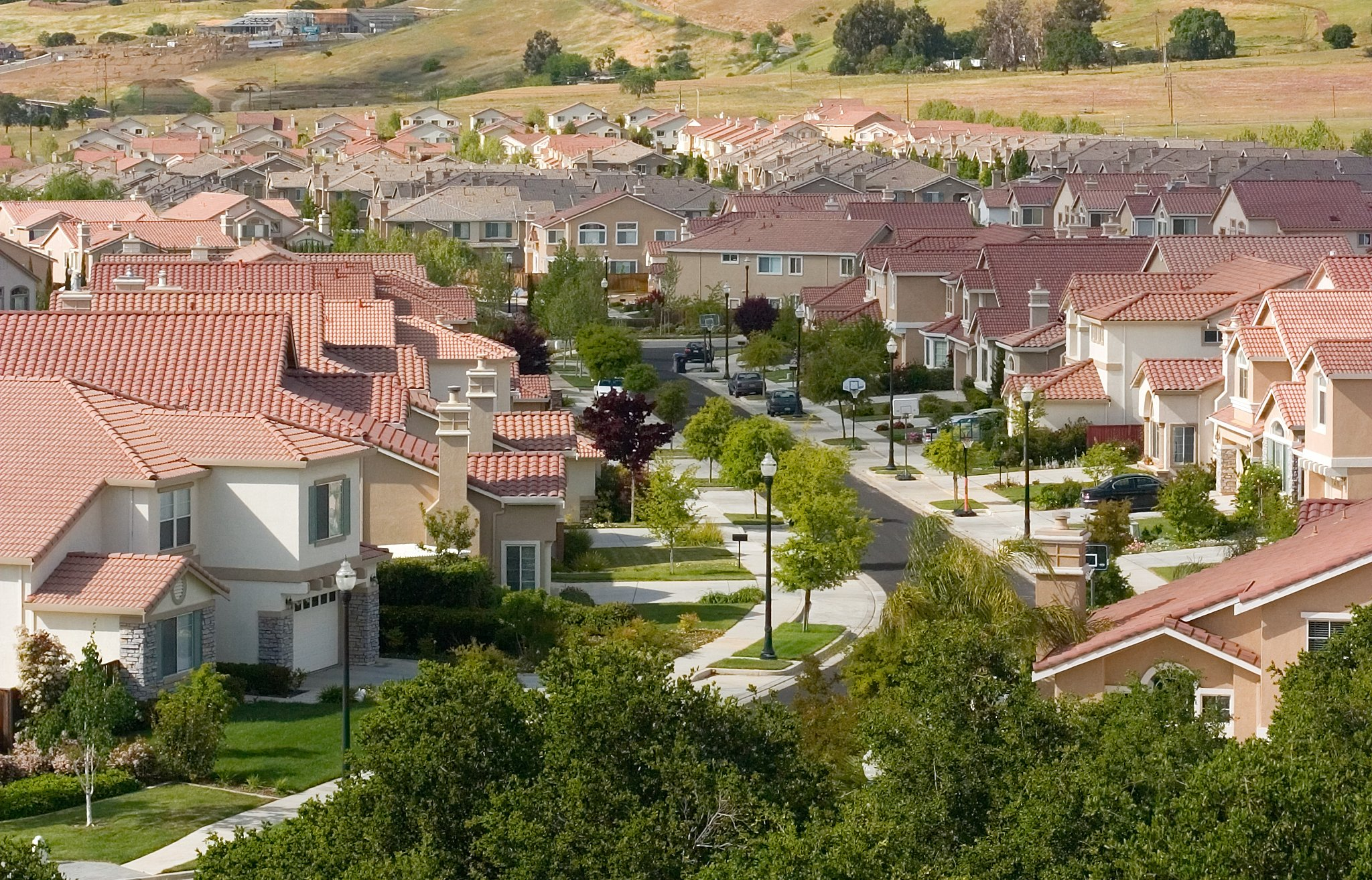
カリフォルニア州サンジョゼの郊外開発

1944年のG.I.権利法で連邦政府は建築の景観を変えるもう一つの法を決めた。政府保証の貸付でかなり多くの市民が家を持つことを促進した。車を持ち、シングル・ファミリーへの指向は家を郊外に持つことに向かわせた。同時にその生活水準を高め、建築の単調さを排斥したことで、それがアメリカ合衆国の風景によく見られる光景となってきた。中産階級でも、複数のバスルーム、ベッドルームを持つ庭付きの一戸建てに住み、地域によっては庭にプールを持つ、世界一豊かな「アメリカン・ウエイ・オブ・ライフ（American Way of Life）」イメージが、20世紀に多くのアメリカ人に共有された。